# جزيرة ماكولي
جزيرة ماكولي (بالإنجليزية: Macauley Island) هي جزيرة بركانية في نيوزيلندا في جزر كرماديك، في منتصف الطريق تقريبًا بين الجزيرة الشمالية لنيوزيلندا وتونغا في جنوب غرب المحيط الهادئ. إحداثياتها هي 30°14′S 178°26′W.